# Zeliard
Zeliard — аркадная компьютерная игра, разработанная и выпущенная в 1987 году в Японии фирмой Game Arts для платформы NEC PC-8801. В 1990 году была переиздана в Европе и Северной Америке компанией Sierra Entertainment для операционной системы MS-DOS.
Действие игры происходит в фэнтезийном мире. Игрок должен, управляя рыцарем по имени Дюк Гарланд, спуститься в подземелья, расправиться со множеством монстров, в финале победить демона Джашина, чтобы спасти королевство от проклятия.

## Сюжет
За 2000 лет до событий игры, демон Джашин (англ. Jashiin) вторгся на Землю, и посылая на неё множество ужасных монстров, стал повелителем мира. Однако король Фелишика (англ. Felishika) призвал на помощь Духа Святой Земли Зелиард (англ. Zeliard). Используя волшебные кристаллы, называемые Слёзы Эсмесанти (англ. Tears of Esmesanti) он заточил демона глубоко под землёй.
Через две тысячи лет демон смог вырваться из заточения. Он проклял землю, превратив её в безжизненную пустыню, а принцессу Фелицию (англ. Felicia) превратил в камень. Дух Земли Зелиард снова явился на помощь, обещав что скоро явится единственный воин, способный остановить Джашина, собрать все девять кристаллов Эсмесанти и снять проклятие. На следующий день к королю пришёл рыцарь Дюк Гарланд (англ. Duke Garland) и пообещал спасти королевство.

## Игровой процесс
После запуска игры, показываются заставки, в которых рассказывается сюжет игры. После этого начинается сама игра.
На экране изображается вид сбоку, в центре экрана — главный герой, на заднем плане — различные строения и пейзаж. Игрок может перемещать персонажа вправо-влево, прыгать, приседать, заходить в строения или пещеры, разговаривать с другими людьми, в бою рубить противника мечом и использовать магию. Уровни делятся на два типа: города (нет врагов, есть строения и другие люди, в них можно отдыхать и покупать товары) и подземелья (в которых и происходит собственно игровой процесс).

### Подземелья
Один уровень представляет собой несколько карт: город и 2-3 пещеры, оформленных в едином стиле. Подземелья не расположены друг за другом — игроку придётся перемещаться между ними.
Каждая пещера — это лабиринт, расположенный в вертикальной плоскости. При этом верхний конец карты совпадает с нижним, а правый — с левым, то есть карты замкнуты в кольцо по всем направлениям. В конце подземелья находится дверь, ведущая в комнату босса, которого необходимо победить, чтобы получить очередную Слезу Эсмесанти и перейти на следующий уровень.
Во время сражения с монстрами герой приобретает опыт, но улучшить характеристики можно только при посещении гадалки (англ. Sage). Из убитого врага выпадает алмаз, который в городе можно обменять на деньги. Из более сильных монстров могут выпадать особо ценные алмазы, эквивалентные 10 или 100 обычным. Убитые монстры время от времени возрождаются, кроме того, при переходе на другую карту возрождаются все монстры. Когда персонажа убивают, появляется сообщение о том, что духи в последний момент спасли героя, после чего он появляется на самом первом уровне около домика гадалки. При этом, золото и половина алмазов, бывших при герое, пропадает. Для защиты рыцарь использует щит, но когда его запас прочности подойдёт к концу, щит исчезнет. Покупка нового щита обходится значительно дороже, чем починка старого.
В ходе исследования пещер можно найти различные предметы, такие как ключи, необходимые для открытия запертых дверей, деньги, волшебные лечащие зелья или части снаряжения.

### Список уровней
В Zeliard присутствуют девять людских поселений (Muralla; Satono; Bosque; Helada; Tumba; Dorado; Llama; Pureza; Esco). Имеющие, в большинстве своём, испанские названия они представлены в виде городов и деревень, которые расположены как под землёй, так и на её поверхности.
Также в игре имеются 8 уровней с подземельями:
1. The Caverns (Malicia; Peligro).
2. The Deeper Caverns (Peligro).
3. The Forest (Madera; Riza).
4. Ice Caverns (Escarcha; Glacial).
5. The Graveyard (Cementar; Corroer).
6. Caverns of Gold (Arrugia; Plata; Tesoro).
7. The Burning Inferno (Caliente; Correr; Reaccion).
8. Fruit Gardens (Absor; Desleal; Milagro; Falter; Final).

### Строения в городах
- Дворец. Находится только на самом первом уровне. Здесь начинается игра. Если войти внутрь, король даст денег на дорогу, при последующих посещениях удивится, что задание всё ещё не выполнено.
- Серое здание с крестом на крыше. В нём находится окаменевшая дочь короля. Есть только на первом уровне.
- Церковь. При посещении героя бесплатно лечат и восстанавливают магию. Есть на первом уровне и в скрытом городе в конце.
- Гостиница. Так же, как и церковь, даёт исцеление и восстановление магии, но за плату.
- Дом оружейника. В нём можно починить щит или купить новые меч или щит, продав старые. Чем дальше от первого города, тем более качественные вещи можно купить.
- Магазин магии. В нём можно приобрести различные волшебные предметы: зелья, восстанавливающие здоровье или магию, масло, улучшающее оружие, магические камни, ранящие всех врагов, находящихся рядом с героем и другое.
- Банк. Позволяет обменивать алмазы на деньги (в разных городах курс обмена разный), а также класть деньги на счёт или снимать их. Деньги, положенные в банк, сохраняются после гибели героя.
- Домик гадалки. Позволяет увеличить здоровье и количество магии (если герой набрал достаточно опыта). Каждая гадалка, кроме первой, обучает героя новому заклинанию. Кроме того, только при посещении гадалки можно сохранять игру (загрузить игру можно в любой момент).

### Снаряжение
- Мечи и щиты (покупаются у оружейника)
- Магические предметы
- Плюмаж (необходим для прохождения некоторых мест; можно найти в подземельях)
- Ключи
- Обувь/накидка. В игре присутствует четыре типа обуви, позволяющие перемещаться по льду без скольжения, ходить по агрессивной среде (кислота, огонь, шипы), перемещаться по наклонной плоскости вверх и выше прыгать, а также асбестовая накидка, защищающая от жары. Одновременно может быть надет только один из этих предметов.